# Congreso de Angostura
El Congreso de Angostura, convocado por Simón Bolívar, tuvo lugar en la ciudad de Angostura (hoy Ciudad Bolívar) entre febrero de 1819 y julio de 1821 en el contexto de las guerras de independencia de Venezuela y Colombia, culminando en la creación de la República de Colombia (Gran Colombia).
Las palabras de Simón Bolívar están recogidas en el célebre Discurso de Angostura publicado en el Correo del Orinoco, números 19, 20, 21 y 22, publicado del 20 de febrero al 13 de marzo de 1819.

## Historia

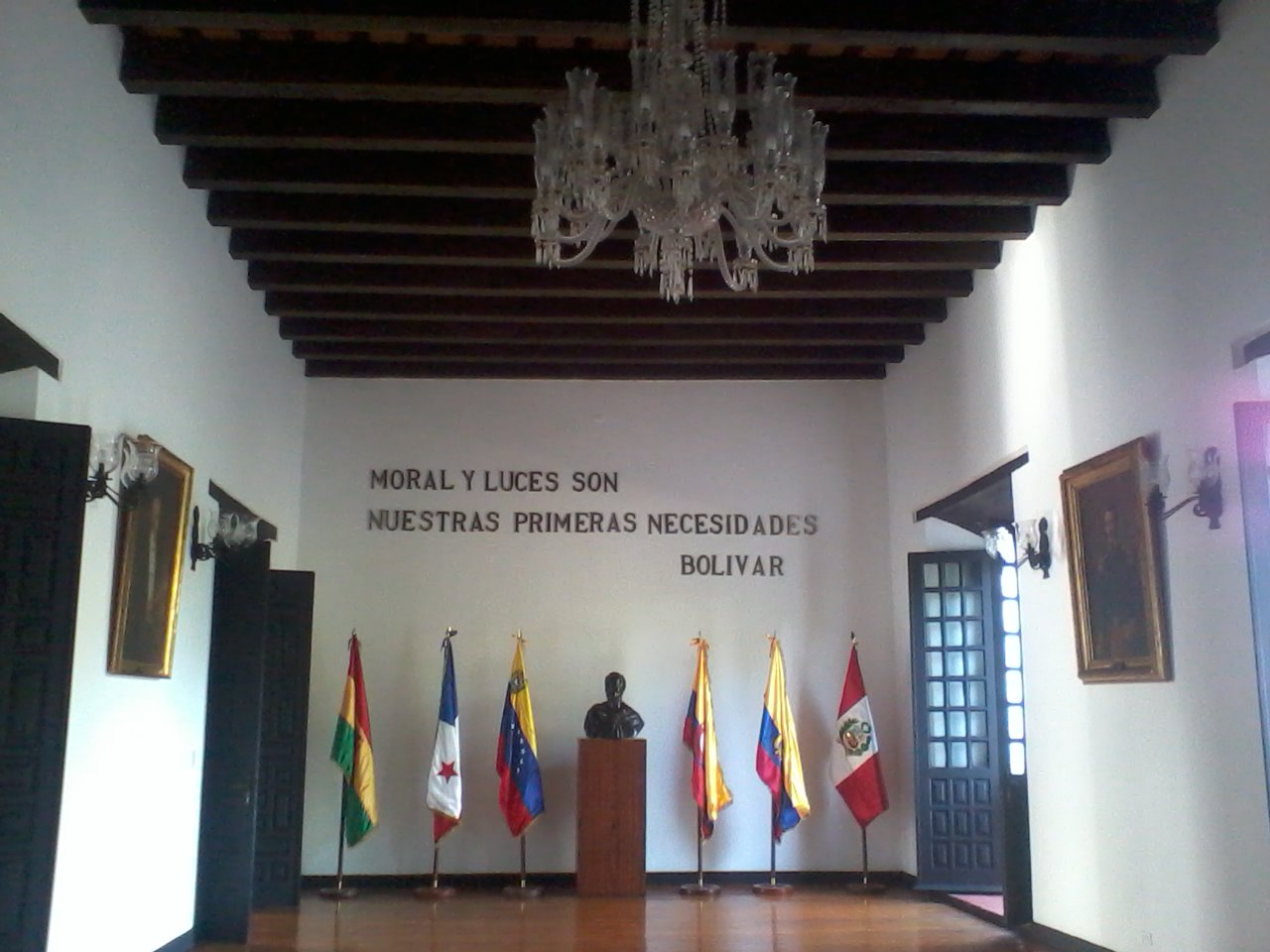
Salón Principal en la Casa del Congreso de Angostura.

En 1819, Simón Bolívar instala el Congreso de Angostura, originalmente convocado para el 22 de octubre del año 1818.
Se hace el llamado de extrema urgencia a una asamblea que había sido postergada durante la guerra de independencia. Es el segundo congreso de una república que exigía nuevos cuerpos de leyes, la actualización de la Constitución de 1811 a las condiciones imperantes y un sistema federal adaptado para el país.
La directiva del congreso quedó integrada por los diputados Francisco Antonio Zea (Presidente) y Diego Bautista Urbaneja (Secretario). En la asamblea, Bolívar pronuncia el Discurso de Angostura, cuyo párrafo inicial dice:

Señor. Dichoso el ciudadano que bajo el escudo de las armas de su mando ha convocado la soberanía nacional para que ejerza su voluntad absoluta. Yo, pues, me cuento entre los seres más favorecidos de la Divina Providencia, ya que he tenido el honor de reunir a los representantes del pueblo de Venezuela en este augusto Congreso, fuente de la autoridad legítima, depósito de la voluntad soberana y árbitro del destino de la nación.

Más adelante, haciendo referencia al modelo legislativo a usar, Bolívar elogia los Estados Unidos, Francia y Gran Bretaña:

Si queremos consultar monumentos y modelos de Legislación, la Gran Bretaña, la Francia, la América Septentrional los ofrecen admirables.

## Constitución de Angostura

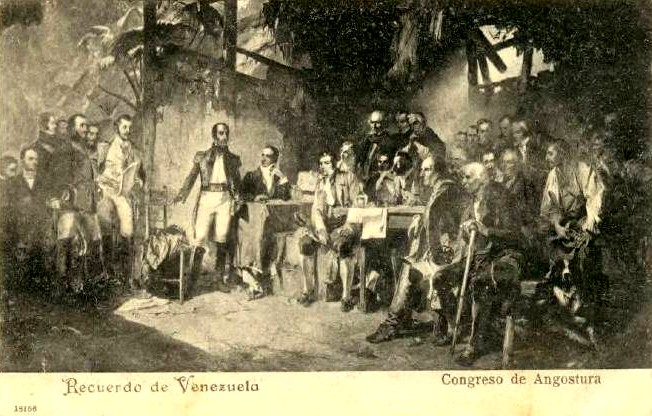
Postal con estampilla alegórica al Congreso de Angostura.

El Congreso se instaló para formular lo que jurídicamente se ha llamado la "Ley Fundamental" (base de la Constitución). Las decisiones tomadas inicialmente fueron las siguientes:
- Se creó la República de Colombia, que sería gobernada por un presidente. Existiría un vicepresidente que supliría al presidente en su ausencia (la historiografía optó por denominar a esta primera Colombia como la Gran Colombia).
- La República de Colombia quedó organizada en tres Departamentos: Cundinamarca, Quito y Venezuela, con sus respectivas capitales las ciudades de Bogotá, Quito y Caracas. Vale aclarar que la Nueva Granada fue renombrada Cundinamarca y su capital, Santa Fe, renombrada Bogotá.
- Los gobernadores de los tres departamentos también se llamarían Vicepresidentes. La capital de esa Colombia sería una nueva ciudad que llevaría el nombre del Simón Bolívar, cuya ubicación debía ser determinada posteriormente (Artículo 7).
- A Bolívar se le da el título de "Libertador" y su retrato se expondría en el salón de sesiones del Congreso con el lema "Bolívar, Libertador de Colombia y Padre de la Patria".
- El presidente y vicepresidente se elegirían con voto indirecto, pero a los efectos de empezar, el Congreso los eligió de la siguiente forma: 
  - Presidente de la República: Simón Bolívar.
  - Vicepresidente: Francisco de Paula Santander.

Para mayo del mismo año Bolívar parte de Angostura después de anunciar en el inicio de una operación en la Nueva Granada hacia donde parte y dejó a cargo de la presidencia a Santander; mientras que Francisco Antonio Zea fue designado vicepresidente encargado y presidente del Congreso.
Al final de las sesiones, el Congreso acordó que se reuniría nuevamente en Villa del Rosario, en enero de 1821, para expedir la nueva Constitución (véase Congreso Constituyente de 1821 y Constitución de 1821).

## Integrantes
El Congreso de Angostura se conformó por los diputados de seis provincias. De esta manera:
- Provincia de Caracas:
  - Juan Germán Roscio, Luis Tomás Peraza, José España, Onofre Basalo, Juan Bautista de León y Francisco Antonio Zea.
- Provincia de Barcelona:
  - Francisco Parejo, Eduardo Hurtado, Diego Bautista Urbaneja, Ramón García Cádiz y Diego Antonio Alcalá.
- Provincia de Cumaná:
  - Santiago Mariño, Tomás Montilla, Juan Martínez y Diego Vallenilla.
- Provincia de Barinas: 
  - Ramón Ignacio Méndez, Miguel Guerrero, Rafael Urdaneta y Antonio María Briceño.
- Provincia de Guayana:
  - Eusebio Afanador, Juan Vicente Cardozo, Fernando Peñalver y Pedro León Torres.
- Provincia de Margarita:
  - Gaspar Marcano, Manuel Palacio Fajardo, Domingo Alzuru y José de Jesús Guevara.

Posteriormente se incorporaron los diputados por la provincia de Casanare: José Ignacio Muñoz, José María Vergara y Vicente Uribe. Zea pasó a ser un diputado por Casanare. Manuel Cedeño se incorporó luego como diputado por la provincia de Guayana.